# 대한민국 제13대 대통령 선거 인천직할시
이 문서는 대한민국 제13대 대통령 선거의 인천직할시 지역 개표 결과이다.

## 개표 결과

### 남구
|  | 40.46% |

|  | 31.13% |

|  | 19.15% |

|  | 9.10% |

|  | 0.14% |

### 중구
|  | 41.51% |

|  | 32.62% |

|  | 18.08% |

|  | 7.63% |

|  | 0.13% |

### 북구
|  | 36.61% |

|  | 28.95% |

|  | 24.53% |

|  | 9.76% |

|  | 0.12% |

### 동구
|  | 44.62% |

|  | 27.66% |

|  | 19.32% |

|  | 8.22% |

|  | 0.15% |

## 전체 결과
|  | 39.35% |

|  | 29.99% |

|  | 21.30% |

|  | 9.20% |

|  | 0.13% |

민주정의당 노태우 후보가 39.35%의 득표율을 올리면서 인천직할시에서 승리를 거두었다. 
통일민주당 김영삼 후보는 29.99%의 득표율을 기록하면서 2위를 차지했다.
평화민주당 김대중 후보는 21.30%의 득표율로 3위를 차지했다. 김대중 후보는 지난 7대 대선 당시에는 인천시 전 지역에서 승리를 거두었지만 이번 선거에서는 3위로 쳐지는 결과를 받아들여야 했다.
신민주공화당 김종필 후보는 9.20%의 득표율을 거두면서 4위를 차지했다. 이로써 충청권을 제외한 지역 중 김종필 후보가 가장 선전한 지역이 되었다.

### 주요 후보 결과
| 지역 | 노태우  | 노태우 | 김영삼  | 김영삼 | 김대중 | 김대중 | 김종필 | 김종필 |
| 지역 | 득표수  | 득표율 | 득표수  | 득표율 | 득표수 | 득표율 | 득표수 | 득표율 |
| ---- | ------- | ------ | ------- | ------ | ------ | ------ | ------ | ------ |
| 남구 | 148,053 | 40.46% | 113,914 | 31.13% | 70,089 | 19.15% | 33,310 | 9.10%  |
| 중구 | 18,882  | 41.51% | 14,837  | 32.62% | 8,224  | 18.08% | 3,474  | 7.63%  |
| 북구 | 123,747 | 36.61% | 97,838  | 28.95% | 82,920 | 24.53% | 33,004 | 9.76%  |
| 동구 | 35,504  | 44.62% | 22,015  | 27.66% | 15,378 | 19.32% | 6,545  | 8.22%  |

민주정의당 노태우 후보가 북구를 제외한 전 지역에서 40% 이상의 득표율을 보여주었으며 인천직할시 내 전 지역에서 승리를 거두었다. 특히 동구에서는 2위 김영삼 후보와 17%에 가까운 격차를 보이면서 가장 큰 지지를 받았다.
통일민주당 김영삼 후보는 전 지역에서 2위를 차지했다. 노태우 후보와 차이가 득표 차가 있어 승리를 거둔 지역은 없었지만 3위인 김대중 후보와도 모든 지역에서 차이를 벌리면서 2위 자리를 굳건히 했다.
평화민주당 김대중 후보는 부진했다. 북구를 제외한 전 지역에서 20% 이하의 득표율을 기록하면서 3위를 차지하는데 그쳤다.
신민주공화당 김종필 후보는 인구가 많은 남구와 북구에서 9% 이상의 득표율을 기록하였다.

## 같이 보기
- 대한민국 제13대 대통령 선거